# 2waytraffic
2waytraffic è una società produttrice di format e programmi televisivi olandese.
Si è affermata poiché ha acquisito nel dicembre 2006 la Celador, nota per avere i diritti del format Chi vuol essere milionario?.
Per l'Italia distribuisce inoltre il quiz di 50-50, in onda su Canale 5 e condotto da Gerry Scotti.
Ha attualmente sede a Londra, New York, Budapest, Stoccolma e Madrid.
Il 4 giugno 2008 è stata acquisita dal colosso giapponese Sony.